# Дионисий (Жабокрицкий)
Дионисий (светское имя Дмитрий Жабокрицкий; ок. 1652, Луцк — 1715, Москва) — епископ Русской униатской церкви, епископ луцкий (с 1702)
С 1695 по 1702 — православный, с 1702 по 1709 — униатский) священнослужитель.

## Биография
Происходил с Волыни. Родился в семье православного шляхтича. Учился, вероятно, в Луцкой братской школе.
Служил вилькомирским подчашим, с 1674 — судьёй каптурового суда Волынского воеводства (временного чрезвычайного суда в Речи Посполитой для рассмотрения срочных дел и обеспечения внутренней безопасности во время безкоролевья). С 1677 по 1686 избирался старостой Луцкого братства.
В 1684 — киевский подвоевода, с 1691 одновременно кременецкий подстароста.
Луцкое Кресто-Воздвиженское братство под управлением Дионисия Жабокрицкого в 1680 и 1694 помешало проведению общего съезда православных и униатов.
В 1679—1692 возглавлял посольства к верховной власти Речи Посполитой от Киевского и Брацлавского воеводств по делам защиты православного духовенства от притеснений казаков, поддержки православного населения.
С избранием кременецким подстаростой занимался деятельностью Кременецкого Богоявленского братства. В 1693 стал луцким земским писарем.
В феврале 1695 был избран епископом Луцкой и Волынской епархии. На этом посту пытался удержать и усилить позиции православия, упорядочил внутреннюю жизнь епархии, добился возвращения от униатов Гойского и Подгорецкого монастырей, а также Овручской архимандрии, способствовал активизации деятельности Луцкого братства, занимался повышением образовательного уровня духовенства, улучшением материального положения монастырей. В своей деятельности натолкнулся на сильное противодействие со стороны униатов.
Несмотря на поддержку Дионисия Жабокрицкого киевским духовенством, гетманом И. Мазепой и польским королём Августом II Сильным, московский патриарх Адриан не благословил киевского митрополита Варлаама Ясинского на посвящение Дионисия в епископы, поскольку до своего избрания он был женат на вдове, что запрещалось церковными канонами.
Посвящение Дионисия Жабокрицкого в 1700 мармарошским архиепископом Иосифом (Стойкой) не было признано не только католиками и униатами, но и православными.
После перехода в униатство в 1702 стал заниматься его активным распространением.
Со вступлением русских войск в ходе Северной войны 1700—1721 на территорию Речи Посполитой в 1704 уехал к перемышльскому епископу Георгию Винницкому, а в 1705 — в лагерь Станислава Лещинского, в 1706 вернулся на Волынь.
После того, как к русским властям попала информация о препятствии Дионисием действиям российских войск, в следующем году он бежал в Венгрию.
В 1708 вновь вернулся в Луцк. При попытке его врагов захватить и выдать Дионисия русским бежал в лагерь коронного гетмана А. Сенявского, однако в начале 1709 был схвачен и выдан российской стороне.
После победы в Полтавской битве российский император Пётр I за поддержку Мазепы приказал арестовать епископа.

Озлобленный изменой Мазепы, Пётр I дал волю своему чувству мести, и его кара на тех, кто открыто пошел за Мазепой, была страшной… Среди таких союзников гетмана оказался и епископ Луцкий и Острожский Дионисий Жабокрицкий— Д. Дорошенко из книги «Очерк истории Украины»
После временного заключения в Киеве в 1710 году был перевезён в Москву в один из монастырей. Заключённому неделю не давали ни одежды, ни еды. Он просил милостыню у прохожих. А во второй половине 1710 года его навестил сам Пётр І, чтобы переубедить епископа изменить взгляды. Стойкость Дионисия взбесила государя. И несмотря на ходатайство поляков о его освобождении, по распоряжению Петра I в 1711 году Дионисия Жабокрицкого сослали в Соловецкий монастырь, где он поддерживал дружеские отношения с архиепископом Холмогорским и Важеским Рафаилом (Краснопольским).
Через некоторое время он был возвращён с Соловков в Москву, где и умер в 1715 году.